# Uhuru
Uhuru foi o primeiro satélite lançado especificamente para pesquisas astronômicas na banda de raios-X. Ele também é conhecido como 
X-ray Explorer Satellite, SAS-1, ou Explorer 42.
Este observatório espacial foi lançado em 12 de dezembro de 1970 sendo colocado em um órbita de 560 km de apogeu, 520 km de perigeu e 3° de inclinação, com um período orbital de 96 minutos. A missão terminou em março de 1973. Ela realizou o primeiro levantamento de fontes de raios-X compreendendo o céu inteiro. Muitas centenas de fontes foram identificadas e analisadas.
O nome do satélite, "Uhuru", é a palavra Swahili para "liberdade". Ele recebeu este nome em reconhecimento da hospitalidade dos povos do Quénia onde estava base de onde foi lançado.

## Ligações Externas
- Uhuru Satellite at (GSFC. NASA)
- NSSDC Master Catalog: Uhuru